# Prison Valley
Prison Valley est un web-documentaire sur l'industrie de la prison aux USA, réalisé par Philippe Brault et David Dufresne, produit par Upian et co-produit et diffusé par Arte.tv, mis en ligne le 10 avril 2010.  
Il prend place à Cañon City dans le Colorado, ville reculée de 36 000 habitants et de 13 prisons. Le réalisateur David Dufresne le définit comme étant un « road-movie interactif dans une ville-prison ».

## Récompenses 2010 et 2011
- World Press Photo (Amsterdam) : Meilleur multimédia non-linéaire[2]
- Association for International Broadcasting (Londres, Angleterre) : Meilleure production cross-media[réf. nécessaire]
- Grimme Online Award] (Allemagne) : Prix du savoir et de l'éducation[réf. nécessaire]
- Visa pour l’image RFI/France 24 (Perpignan, France) : Prix du web-documentaire 2010[réf. nécessaire]
- Sheffield (Angleterre) : Innovation Award (special mention)[réf. nécessaire]
- Film festival Bellaria (Italie) : Meilleur programme Crossmedia[réf. nécessaire]
- Prix Italia (Torino, Italie) : Meilleur site interactif lié à une émission de télévision[réf. nécessaire]